# Pestalozzistraße 18–20 (Düren)

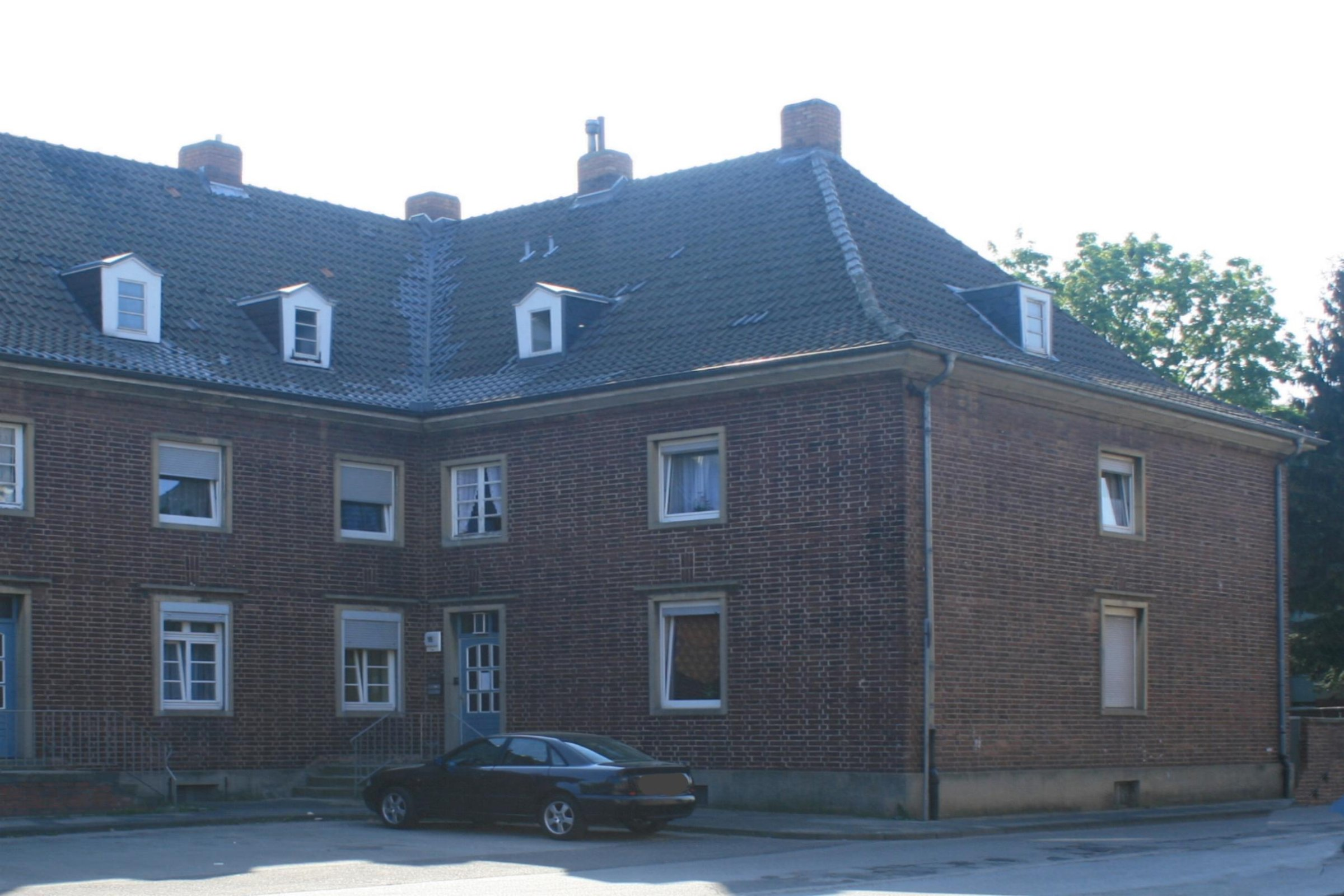
Haus Nr. 18

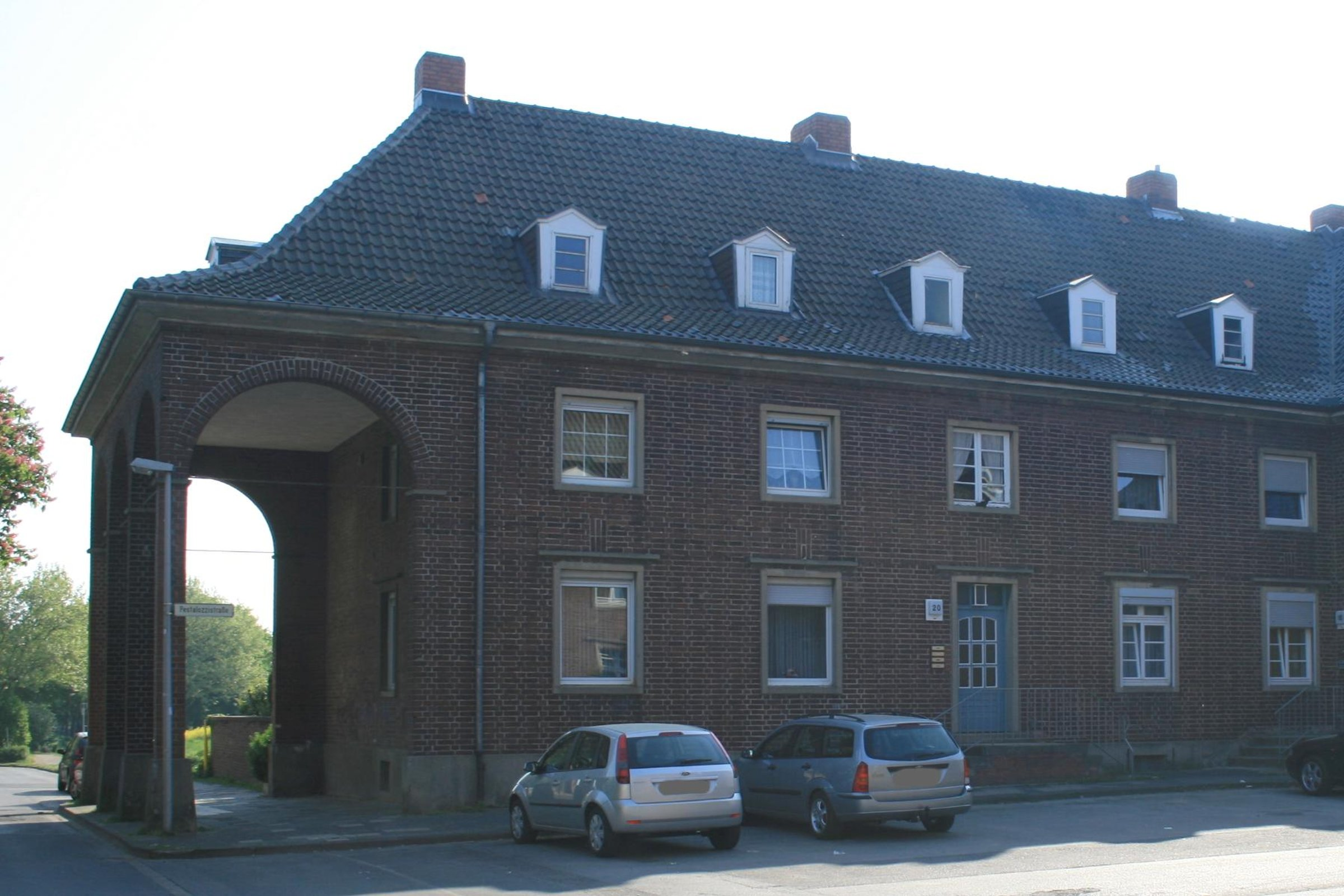
Haus Nr. 20

Das Haus Pestalozzistraße 18–20 steht im Grüngürtel in Düren in Nordrhein-Westfalen.
Das Wohnhaus ist ein zweiflügeliger, zweigeschossiger Winkelbau mit Walmdächern. Die dem Grüngürtel zugewandte Giebelseite hat vorgesetzte Rundbogenarkaden. Das Gebäude hat fünf- bzw. zweiachsige Flügel. Die rechteckigen Fensteröffnungen haben Gewände aus Betonwerkstein. Die Hauseingangstüren sind im Original erhalten.
Grüngürtel ist der Name einer Straße, aber auch der Name des gesamten Wohngebietes.
Das Bauwerk ist unter Nr. 1/053 und 1/054 in die Denkmalliste der Stadt Düren eingetragen.